# 미시시피 서지
| 미시시피 서지   |                                                                       |
| 설립연도        | 2009년                                                                |
| 해체연도        | 2014년                                                                |
| 역사            | 미시시피 서지 (2009년~2014년) 로어노크 레일 야드 더그즈 (2016년~현재) |
| 경기장          | 미시시피 코스트 콜리시엄                                              |
| 연고지          | 미시시피주 빌럭시                                                     |
| 상징색          | 파랑, 금, 메탈릭 실버, 하양                                           |
| 구단주          |                                                                       |
| 단장            |                                                                       |
| 감독            |                                                                       |
| 정규시즌 우승   |                                                                       |
| 플레이오프 우승 | 1 (2011)                                                              |
| 영구 결번       |                                                                       |

미시시피 서지(Mississippi Surge)는 미국 미시시피주 빌럭시를 연고지로 하는 2009년부터 2014년까지 SPHL 소속되었던 아이스 하키팀이다.
2016년 연고지를 버지니아주 로어노크 (로어노크 레일 야드 더그즈)로 이전했다.

## 역대 홈경기장
| 경기장                   | 사용기간      | 수용인원 | 장소              | 비고 |
| ------------------------ | ------------- | -------- | ----------------- | ---- |
| 미시시피 서지            |               |          |                   |      |
| 미시시피 코스트 콜리시엄 | 2009년~2014년 | 9,150명  | 미시시피주 빌럭시 | 빈칸 |